# Hofkerk (Innsbruck)
De Hofkerk (Duits: Hofkirche) is een gotische kerk in de binnenstad van Innsbruck, Oostenrijk. De kerk werd in 1553 gebouwd door keizer Ferdinand I ter nagedachtenis aan zijn grootvader keizer Maximiliaan I (1459-1519), wiens cenotaaf in de kerk wordt omringd met een opmerkelijke verzameling renaissancebeelden. De kerk bevat ook het graf van Andreas Hofer, de nationale held van Tirol.
Het kerkgebouw staat eveneens bekend onder de namen Franziskanerkirche of Schwarzmander-Kirche (Schwarzmander betekent zwarte mannen).

## Geschiedenis
De Hofkerk en het aangrenzende franciscaner klooster werden tussen 1553 en 1563 in opdracht van keizer Ferdinand I gebouwd en aan het Heilig Kruis gewijd. Vanaf het begin was de kerk bestemd om er het praalgraf voor keizer Maximiliaan I onder te brengen.
De tekeningen voor de drieschepige hallenkerk werden geleverd door Andrea Crivelli uit Trent. De bouwmeester was Nikolaus Türing de Jongere, terwijl het renaissance portaal van de kerk door de beeldhouwers Hieronymus de Longhi en Anton del Bon werd uitgevoerd. Het stucwerk in de gewelven stamt voor het grootste deel uit het einde van de 17e eeuw.
Het hoogaltaar werd tussen 1755 en 1758 naar een ontwerp van de Weense hofarchitect Nikolaus von Pacassi gebouwd. Twee loden beelden van Franciscus van Assisi en de heilige Theresia van Avila uit 1768 van de aan het hof werkzame beeldhouwer Balthasar Ferdinand Moll flankeren het hoogaltaar.
Aartshertog Ferdinand II liet de kerk opnieuw inrichten en aansluitend tussen 1577 en 1578 de Zilveren Kapel als zijn grafkapel aanbouwen.
Op 3 november 1655 bekeerde de voormalige Zweedse koningin Christina I zich in deze kerk openlijk tot het katholicisme.
In de kerk ligt ook de in 1823 bijgezette vrijheidsstrijder Andreas Hofer begraven. Zijn medestrijders Joachim Haspinger en Kajethan Sweth werden hier eveneens bijgezet, evenals Georg Hauger, die in 1823 de stoffelijke resten van Hofer naar Tirol terugbracht.

## Interieur

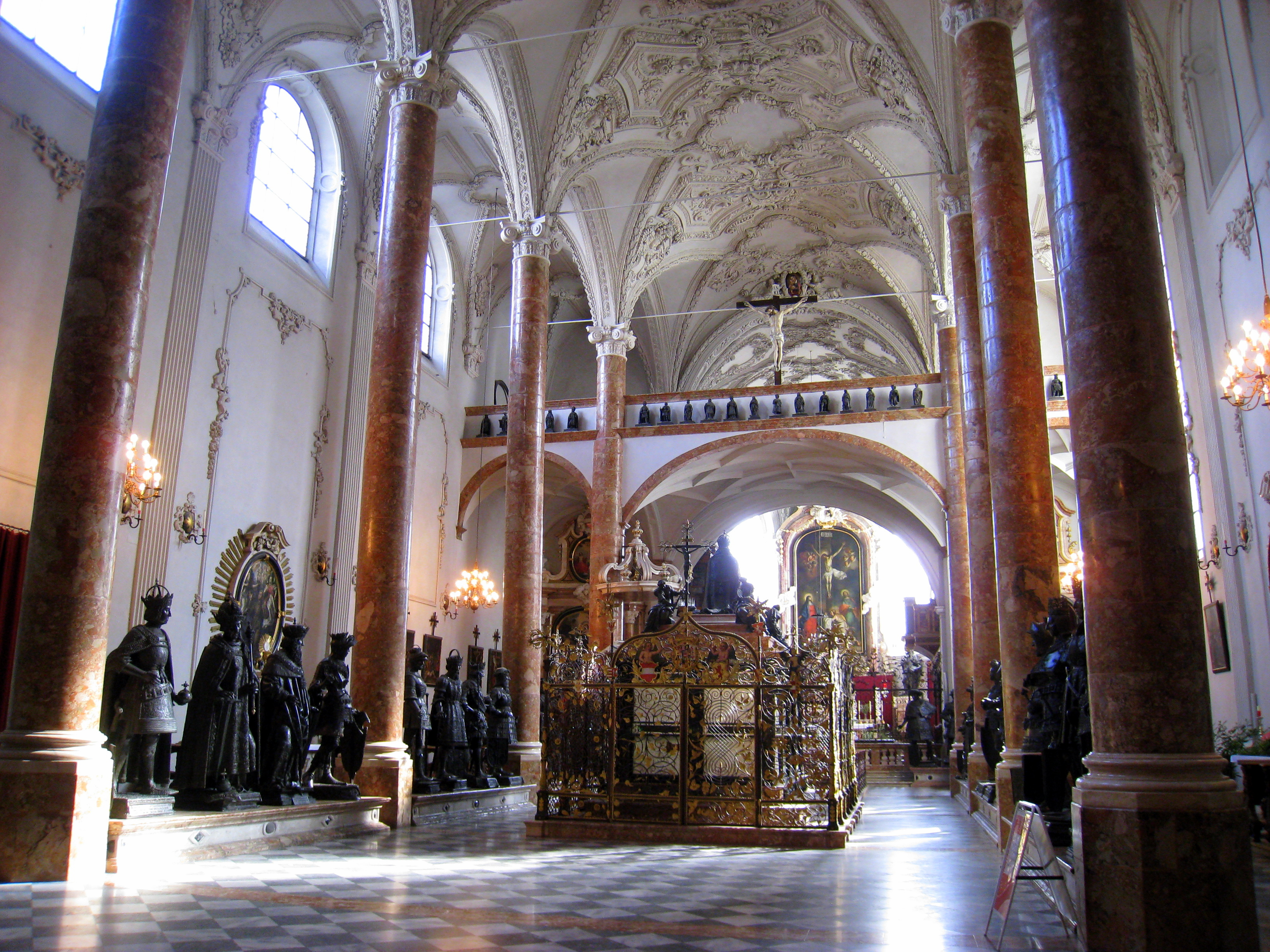
Overzicht interieur

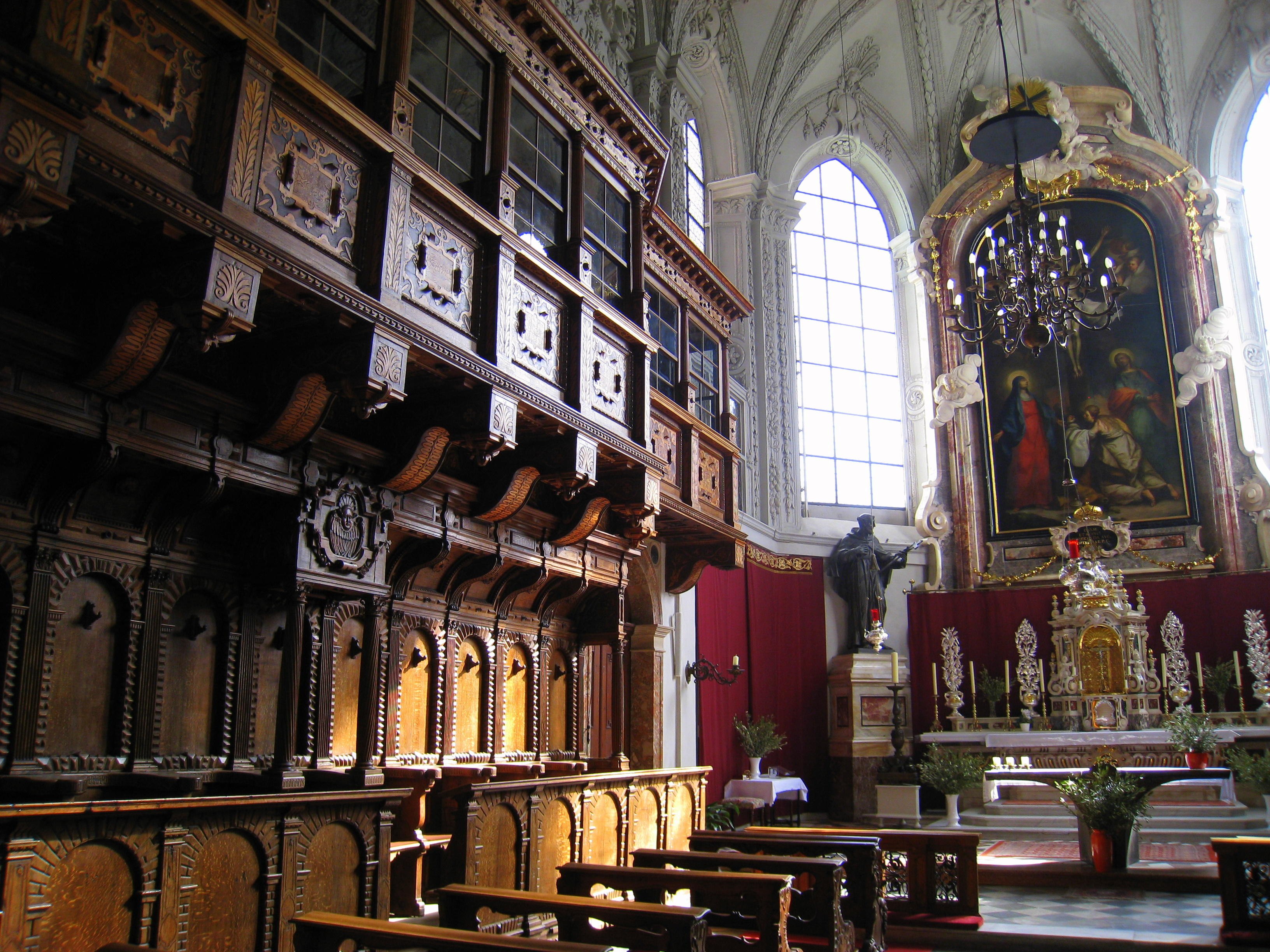
Hoogaltaar en koorgestoelte

#### Grafmonument
Het interieur van de kerk wordt gedomineerd door de lege tombe van keizer Maxiliaan I en de eromheen gegroepeerde 28 levensgrote bronzen beelden. Voor de bouw van het monument gaf de keizer zelf nog tijdens zijn leven opdracht om het in de Joriskapel van het Slot in Wiener Neustadt te plaatsen, maar het werd nooit voltooid. Zijn kleinzoon, keizer Ferdinand I, liet het praalgraf naar Innsbruck brengen en als cenotaaf in de door hemzelf voor dat doel gebouwde Hofkerk opstellen. Het praalgraf werd in de huidige opzet pas in 1584 onder aartshertog Ferdinand II (1529-1595) voltooid.
In het linkerzijschip bevindt zich het grafmonument van Andreas Hofer. Ook enkele medestanders werden bijgezet.

#### Zilveren Kapel
In 1578 liet aartshertog Ferdinand II voor zichzelf en zijn vrouw Philippine Welser deze grafkapel als een aanbouw oprichten. De naam heeft betrekking op een altaar, dat bestaat uit zwart hout met reliëfs van zilverbeslag. In het midden staat de Zilvermadonna (Silbermadonna), omgeven door de symbolen van de Litanie van Loreto. De kapel bestaat uit twee delen, in het noordelijke deel bevindt zich het graf van Philippine Welser, in het zuidelijke deel het grotere graf van aartshertog Ferdinand II. Zijn harnas staat in een geknielde houding richting het hoofdaltaar opgesteld.
De tombe onder de trap naar de Zilveren Kapel is van Katharina Loxan, een tante van Philippine Welser.

#### Orgels
De Hofkerk bezit twee orgels. Het zwaluwnestorgel werd in de jaren 1555-1561 door Jörg Ebert gebouwd. Het bezit 15 registers, verdeeld over twee manualen en aangehangen pedaal. Het betreft het grootst bewaarde renaissance orgel van Oostenrijk. Een tweede orgel bevindt zich op de noordelijke galerij van de Hofkerk. Deze werd in 1900 gebouwd door Hans Mauracher met een pneumatische tractuur en 23 registers verdeeld over twee manualen en pedaal. Het instrument werd in 2005 gerestaureerd.

## Klooster
Bij de Hofkerk is een franciscaner klooster aangesloten. De Franciscanen zijn verantwoordelijk voor de pastorale zorg van de kerk en de gelovigen.

## Afbeeldingen

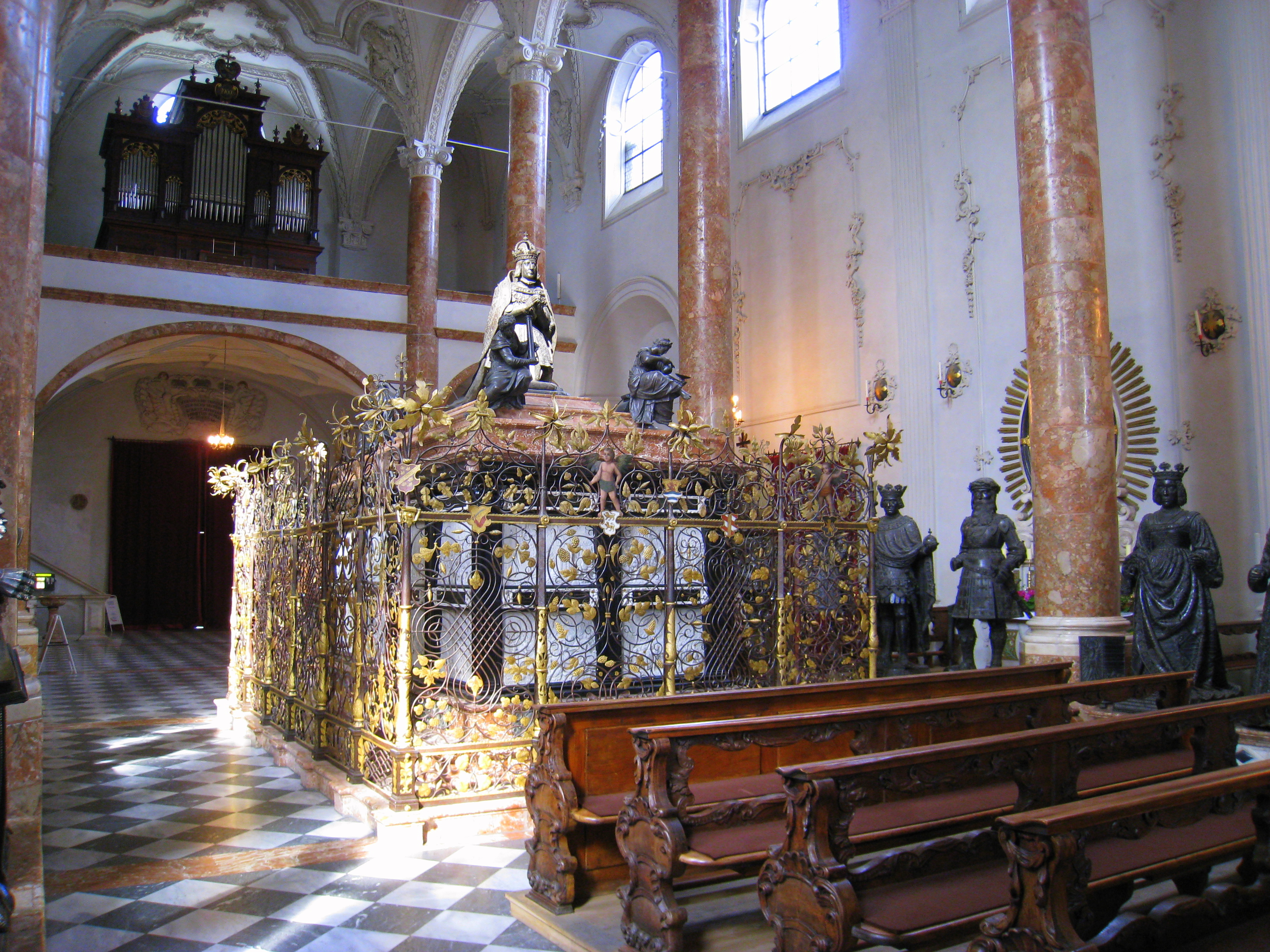
Tombe Maximiliaan I
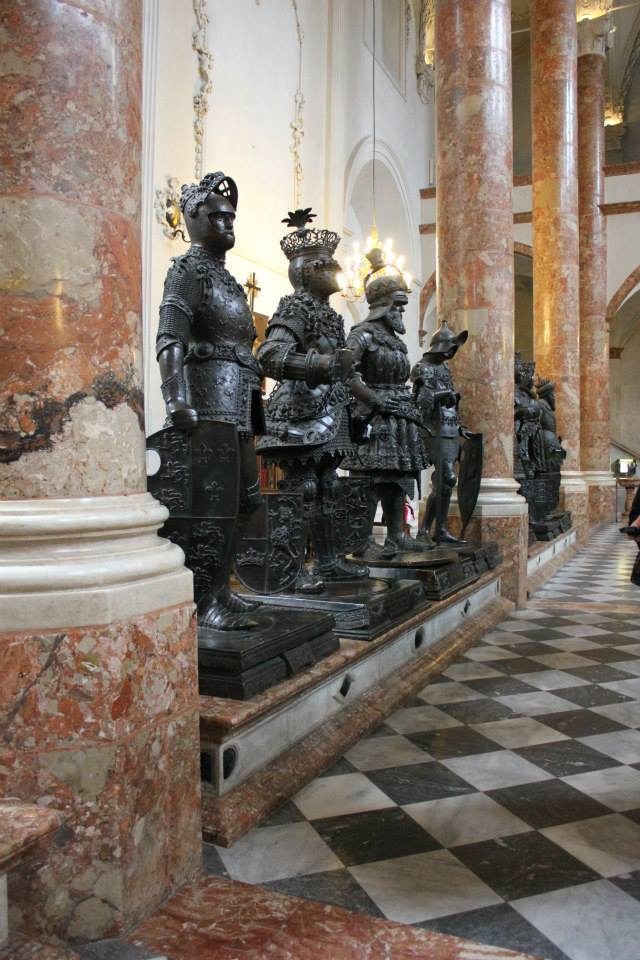
Beeldenrij
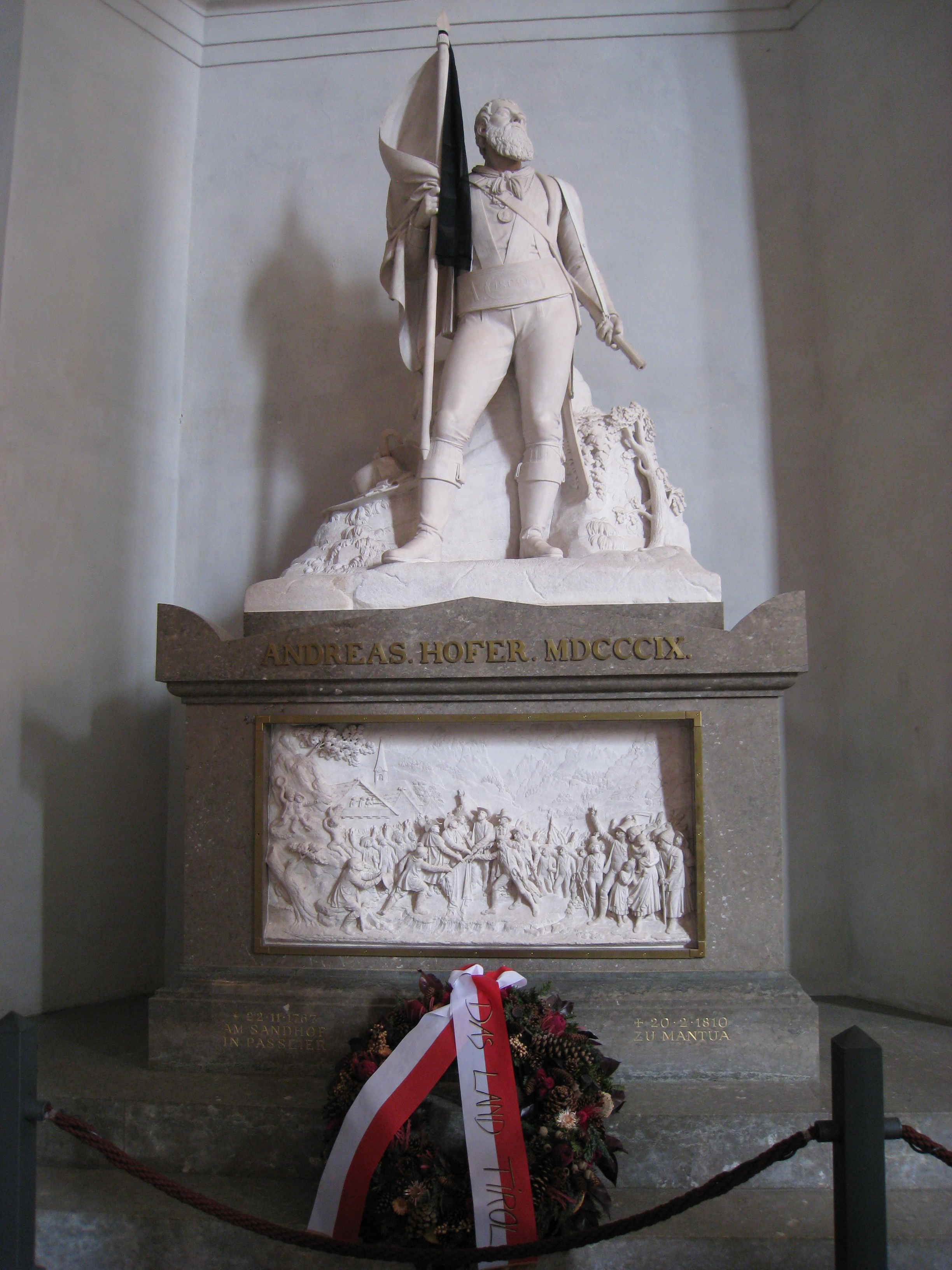
Andreas Hofermonument
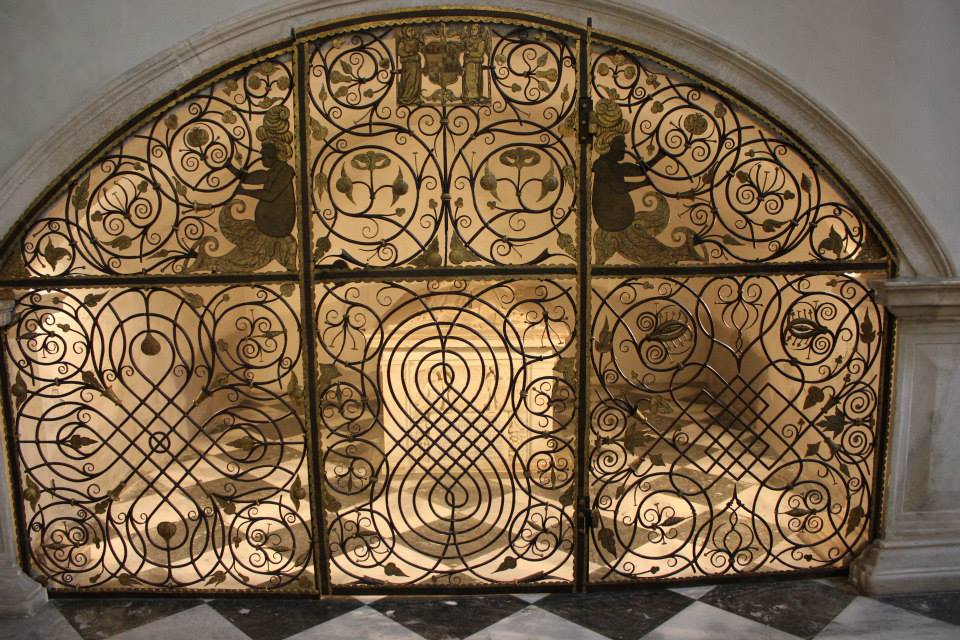
Zilveren Kapel